# Liloan (Cebu)
Liloan is een gemeente in de Filipijnse provincie Cebu. Bij de census van 2015 telde de gemeente bijna 119 duizend inwoners.
Liloan vormt samen met negen andere steden en gemeenten de metropool Cebu.

## Geografie

### Bestuurlijke indeling
Liloan is onderverdeeld in de volgende 14 barangays:
| - Cabadiangan - Calero - Catarman - Cotcot - Jubay - Lataban - Mulao | - Poblacion - San Roque - San Vicente - Santa Cruz - Tabla - Tayud - Yati |

## Demografie
Liloan had bij de census van 2015 een inwoneraantal van 118.753 mensen. Dit waren 18.253 mensen (18,2%) meer dan bij de vorige census van 2010. Ten opzichte van de census van 2000 was het aantal inwoners gegroeid met 53.783 mensen (82,8%). De gemiddelde jaarlijkse groei in die periode kwam daarmee uit op 4,03%, hetgeen hoger was dan het landelijk jaarlijks gemiddelde over deze periode (1,72%).

De bevolkingsdichtheid van Liloan was ten tijde van de laatste census, met 118.753 inwoners op 45,92 km², 2586,1 mensen per km².